# Зірка Фромета
Зірка Фромета Кастільйо (ісп. Zirka Frómeta Castillo; 7 червня 1963, Сантьяго-де-Куба) — кубинська шахістка, гросмейстер серед жінок від 2008 року.

## Шахова кар'єра
У 1980 — 90-х роках належала до провідних кубинських шахісток. Від 1984 до 2002 року шість разів брала участь у шахових оліміпадах, 1986 року в Дубаї здобула бронзову нагороду в особистому заліку на 3-й шахівниці. У 1981, 1983 i 1987 роках вигравала звання чемпіонки Куби. Двічі взяла участь у міжзональних турнірах: Гавана 1985 (11-те місце), а також Тузла 1987 (17-те місце).
1995 року посіла 4-те місце в жіночому турнірі меморіалу Капабланки, який проходив у Матансасі. 2001 року поділила 3-4-те місця в Гавані (після Брусі Лопез i Вівіан Рамон Піта, разом із Яньєт Марреро Лопез). 2002 року у Вілья-Кларі здобула срібну медаль чемпіонату Куби. У 2008 році досягла найвищого успіху у своїй кар'єрі вигравши панамериканський чемпіонат, що проходив у Сан-Сальвадорі. За це ФІДЕ їй присудила звання гросмейстера серед жінок.
Найвищий рейтинг у кар'єрі мала станом на 1 січня 2004 року, досягнувши позначки 2285 пунктів посідала 3-тє місце серед кубинських шахісток (після Маріци Аррібас Робайни i Суленніс Піньї Веги).